# Мала хидроелектрана Под градом
Мала хидроелектрана „Под градом“ или МХЕ „Под градом“, на реци Ђетињи у Ужицу испод старе тврђаве је прва хидроелектрана саграђена, 2. августa 1900. године, по Теслином вишефазном систему наизменичне струје, друга је по реду хидроелектрана (прва је саграђена на реци Градац у Ваљеву, 9. мај 1900) и трећа јавна електрична централа у Србији (прва је термоелектрана у Београду, 1893.). Спада у најстарије очуване хидроелектране у свету која је оспособљена да и данас из својих музејских „сименс-халске“ генератора производи електричну енергију. Хидроелектрана је непрекидно радила од 1900. до 1974. године, када је због изградње пруге Београд - Јужни Јадран затрпан јаз након чега је прекинут рад. Недалеко од музејске хидроелектране у Ужицу, на падинама Златибора и Таре налазе се Мокра Гора и Шарган кроз чије масиве пролази музејска железница Шарганска осмица и чију главну карактеристику представља необична траса пруге уског колосеке у облику џиновске осмице којом воз два пута пролази кроз исту географску тачку на различитој надморској висини. Уочи 100-годишњице од изградње хидроелектране јаз је уз огромне напоре очишћен и извршена обнова самог објекта да би централа, 2. августа 2000. године, била свечано отворена и пуштена у рад јер је од великог историјског, научног и техничког значаја за Србију и читав свет. Комплекс „Под градом“ поред музејско-туристичке намене представља и незваничну образовну установу у којој се одржава практична обука ђака и студената где се упознају са основним подацима о техничко-технолошком развоју. У близини најстарије очуване хидроелектране „Под градом“, на реци Ђетињи, на само 6 km узводно, налази се још једна хидролектрана „Турица“, пуштена у рад 1. јануара 1929. године. Обе хидроелектране представљају веома значајна инжињерска дела, које када се узме у обзир када су пројектоване и грађене, биле су најсавременији објекти те врсте. На основу Одлуке 1979. године утврђена је за непокретно културно добро-споменик културе од великог значаја.

## Ткачка радионица
У Ужицу је 1891. године основана Државна ткачка школа коју је годишње завршавало од 15 до 30 полазница обучених у ткању од вуне, конопље и лана, радећи углавном у занатским радњама или у својим кућама. Како су производи од тканине временом постали све више тражени на тржишту тако је ткача делатност постала у оно доба веома уносан посао. Ситне занатлије и трговци из вароши су ради повећања производње и зараде одлучили да удруже капитал како би изградили велику ткачницу. Акционарско друштво за изградњу текстилне фабрике на чијем челу се нашао Милош Атанацковић основано је 14. новембра 1897. године, а Министарство народне привреде сходно Закону о помагању домаће радиности извршило је верификацију и дало државни подстицај у виду бројних повластица. За две године извршен је упис акција у вредности од 100 хиљада динара чиме је створен капитал за градњу фабрике (радионице). Предвиђено је да ткачке машине покреће постројење на водену снагу са реке Ђетиње које би се састојала од бране и водених турбина. У котлини где је Ђетиња мирно текла није било довољно водене снаге да покрене постројење док у оближњој клисури под Старим градом где је вода брже текла није било довољно простора за изградњу фабрике. Управа новоустановљеног пословног друштава се нашла пред нерешивим проблемом који је довео у питање изградњу саме фабрике. Међутим, 1898. године, министар просвете Андра Ђорђевић упутио је професора Велике школе Ђорђа Станојевића из Београда да врши надзор полагања испита зрелости у Ужичкој реалној гимназији које је у то доба трајало и до месец дана.

## Почеци електрификације
Професор Станојевић, родом из Неготина, је у то време био професор експерименталне физике на Великој школи где је основао Физички институт на чијем челу се налазио све до своје смрти, 1921. године. Професор Станојевић је био пријатељ са Николом Теслом. Он је био један од главних организатора јединог Теслиног боравка у Београду. Теслу који дошао у Београд, 1. јуна 1892. године допратио је из Пеште и испратио назад до тог града, 3. јуна. Године 1894. објавио је књигу „Никола Тесла и његова открића“. То је била прва књига о Тесли на српском, а друга у свету. Професор Станојевић је био кључна личност током велике расправе које се водила око осветљења престонице. Професор хемије Марко Леко заједно са својим присталицама залагао за гасно осветљење док је другу групу предводио професор Станојевић који се залагао за електрично осветљење.
Пред завршницу дебате професор Станојевић је у говору пред члановима Комисије за осветљење београдске вароши изнео необориве аргументе након чега је донета већинска одлука за електрично осветљење. У исто време, када се у Србији водила жустра расправа око увођења гасног или електричног осветљења, у Сједињеним Државама, водила се још жешћа расправа око увођења Едисонове једносмерне или Теслине наизменичне струје позната у историји као рат струја. Концесију за изградњу прве јавне електричне централе, уличним осветљењем и градском железницом – трамвајем добило је предузеће Периклеса Циклоса, Грка из Милана. Термоелектрана је званично пуштена у рад октобра 1893, исте године када је Вестингхаусово предузеће осветлило Светску изложбу у Чикагу Теслиним вишефазним системом и човечанству приказао каква га будућност очекује. Међутим, опрема београдске термоелектричне централе је набављена од Едисонове компаније која је производила путем динамо машине једносмерну струју. Дан пуштања у погон ове термоелектране – 6. октобар је Дан Електропривреде Србије.
Матеја Ненадовић, економ, предузетник и унук проте Матеје, желео ја да у Ваљеву изгради термоелектрану по угледу на београдску и замолио је Станојевића за помоћ. Он му је предложио да изгради хидроцентралу и Ненадовић се сложио да за њу искористи своју воденицу на реци Градац. За потребе електране вода на реци Градац је заустављена браном и јазом довођена до електричне централе, која се налазила на простору код самог ушћа у Колубару, са десне стране код Ваљева. Отворена је 9. маја (27. априла по старом календару) 1900. године, и током прве вечери електрифицираног Ваљева у мрежи, под напоном, био је само део од могућих 150 сијалица и три „боген-лампе". Производња једносмерне струје остварена је помоћу турбине снаге од 50 КС и динамо машине од 12 киловата. Од 150 сијалица које су давале Ваљеву електричну светлост највише их је било од 10 и 16 „свећа", а врло мали број од 25. Прва хидроелектране у Србији изграђена је деветнаест година после првих хидроелектрана у свету на Нијагариним водопадима (1881) односно на реци Фокс у држави Висконсин у САД.

## Изградња хидроелектране у клисури Ђетиње
По доласку професора Станојевића у Ужице, 1898. године, челници Акционарског друштва су му се одмах пожалили на нерешив проблем који имају око изградње ткачке радионице. Професор Станојевић је заједно са њима обишао клисуру Ђетиње и место где је требало да се подигне ткачка фабрика након чега им је на њихово изненађење објаснио да се снага воде у клисури може искористити за погон турбина и генератора електричне централе, а да се електрична снага, преко далековода без губитака може пренети до ткачке радионице где би ткачке разбоје и друге машине покретали електромотори. Поред тога, објаснио им је да се електрична енергија из хидроелектране са Ђетиње може ноћу користити за светло у граду и домове, које би њиховом привредном друштву остварило допунску добит. Након изнетог предлога челници друштва су на опште задовољство прихватили понуђено решење, а професор Станојевић коме је супруга била дворска дама краљице Наталије им је обећао да ће се за њих заложити у погледу државних олакшица. Пројекат бране, јаза и зграде хидроелектране је урадио машински инжењер Аћим Стевовић, родом из Мокре Горе. Стевовићев пројекат је предвиђао изградњу бране високе само три метра код Томине воденице. Од бране до места предвиђеног за градњу електране вода би се спровела каналом дужине 800 метара. Пад воде, од канала до турбина у згради електране која би се налазила на десној обали Ђетиње испод старе ужичке тврђаве износио би 11 метара. Пројекат је предвиђао ниску брану а тиме и мање трошкове што је довело до усвајања Стевовићевог плана. Након завршних припремних радњи око почетка градње фабрике и електране у Ужице је стигао са поворком краљ Александар. Уз присуство среских и војних власти, грађана и представника привреде краљ Александар је 15. маја (3. маја по старом календару) 1899. године свечано положио камен темељац за градњу хидроелектране на Ђетињи. За избор и набавку електротехничке опреме био је задужен професор Ђорђе Станојевић. Генератори и опрема купљени су од фирме „Siemens&Halske“. Произвођач турбина био је „Danubius-Maschinen Hartmann“, односно „Ganz&Co. Danubius Budapest“ (Изглед унутрашњости електране и непроцењивих генератора „сименс-халске“ и турбина „Ганц“).
Извођачи грађевинских радова били су Јосиф Гранжан и Гопа Љубић из Ниша. Свечано је пуштена у рад на Илиндан, 2. августа 1900. године. То је било тачно 96 дана после пуштања у рад хидроцентрале у Ваљеву.
Хидроелектрана на Ђетињи почела је са радом девет година после пуштања у рад првог објекта ове врсте у свету, Амисове хидроцентрале у Колараду мале снаге 1891. године, и само пет године након историјске хидроцентрале на Нијагариним водопадима велике снаге, подигнуте 1895. године. Хидроцентрала има три објекта, брана распона 32 метра, која је у основи била залучена, а изграђена је од бетона и камена у цементном малтеру, доводног канала дужине 800 метара и зграда централе. У згради су инсталиране две Франсисове турбине по 50 КС с хоризонталним осовином и уграђеним регулатором за доток воде у турбине и две челичне цеви за навођење воде из канала у турбине, два генератора за производњу трофазне струје снаге по 32,8 киловата, 50 херца и 2.000 волти, као и разводне табле са инструментима за контролу и регулисање напона. Опрема је плаћена у четири једнаке рате, а стигла је са закашњењем у Ужице фебруара 1900. године, прво је довезена железницом до Крагујевца а надаље рабаџијским колима, које је вукло 6 пари волова. Од електричне централе до града је развучено 1.200 метара трожичног вода високог напона, а по граду је распоређено 7 трансформатора одакле су вођени улични водови до 1.554 сијалице и 8 посебних лампи. Од јуна до септембра је постављана варошка мрежа. Први део варошке мреже пуштен је у рад 2. августа 1900. год, укључивањем у производњу једне турбине и једног генератора. Комплетна варошка расвета завршена је 23. септембра 1900. године. Потпуна електрификација Ужица обављена је до краја 1900. Те године највећа задовољство и забава Ужичана као и путника намерника било је окупљање у вечерњим сатима испод сијалице варошке расвете. Ипак, најлепши призор на осветљену варош имали су горштаци са околних брда, једни су чак помишљали да је пожар захватио град а други да су саме звезде попадале са небеса.

## Утицај на даљи развој електрификације
После велике популарности коју је професор Станојевић стекао код домаће јавности електрифицирајући Ужице, пет је вароши у Србији затражило током 1901. и 1902. године његову стручну помоћ, па и директно ангажовање, да утврди дали постоје економски исплативи водни потенцијали, како би се и њихова места електрифицирала. Ти градови су били: Чачак, Лесковац, Смедеревска Паланка, Крушевац и Зајечар. У то доба градиле су се мале хидроелектране, које када се узме у обзир када су пројектоване и грађене, биле су најсавременији објекти те врсте.
У април у 1901. године извршена је реконструкција прве ваљевске хидроцентрале на Градцу. Динамо машина за производњу једносмерне струје замењена је генератором наизменичне струје снаге 40 киловата који је покретала Франсисова турбина снаге 50 КС на паду од 5,5 метара. Уградњом генератора веће снаге одмах је повећан и број сијалица прикључених у мрежу. На крају 1901. године тај број се кретао око 320.
На позив привредника из Лесковца, 1901. године, професор Станојевић је извршио истраживање вучјанске реке. На основу његове студије основано је Лесковачко електрично друштво чији је основни капитал утврђена на 200.000 динара подељених на 2.000 акција. Градња хидроелектране започела је у доњем делу кањона реке Вучјанке, 1902. године. Изграђен је јаз дужине 1000 метара, зграда електричне централе, водозахват и цевовод дужине 235 метара. Уграђена су два трофазна генератора сименс – халске сваки по 139 киловата и водне турбине Пелтоновог типа са 200 КС. Постављен је далековод високог напона дужине 17 km од хидроелектране Вучје до Лесковца. Свечано је отворена 11. децембра (24. децембра по новом календару) 1903. године.
У јуну 1904. године зграда електране „Под градом” је проширена, уграђена је још једна турбина са припадајућим генератором, чиме је рад централе удвостручен. Зграда хидроелектране проширена је за око 50 m². Централа је радила све до 1970—их година када је приликом изградње пруге Београд-Бар, приликом градње већом количином земље затрпан јаз и прекинут рад. Тек 2000. године је централа оспособљена а зграда обновљена и сада поново раде.
Професор Станојевић, поред електрификације био је предводник и у другим областима. За потребе студентске практичне наставе у Физичком институту Филозофског факултета који се налазио у Капетан Мишином здању изградио је прву радио станицу у Србији и на Балкану, 1908. године. Радио-пријемник се налазио у згради Класне лутрије у Васиној улици. Овај уређај је имао домет пар стотина метара и служио је искључиво за наставу. Три године након смрти професора Станојевића, 1924. године, почео је са радом Радио Београд